# Lucien Jonas

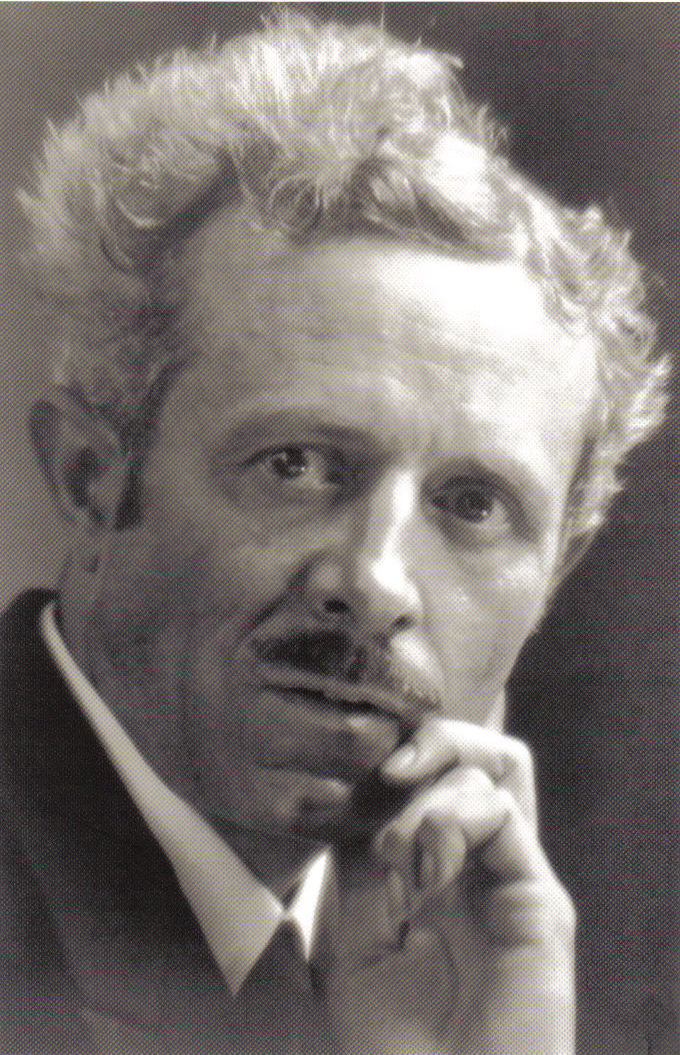
Lucien Jonas

Lucien Hector Jonas (* 8. April 1880 in Anzin; † 20. September 1947 in Paris) war ein französischer Maler, Zeichner und Lithograf. Er galt als einer der produktivsten französischen Künstler in der ersten Hälfte des 20. Jahrhunderts.

## Leben und Werk
Jonas wurde als Sohn einer Industriellenfamilie geboren. Sein Vater Hubert Émile (1849–1902) stammte aus Eugies in Belgien und besaß eine Destillerie für Essenzen. Seine Mutter Anna Emilia (geb. Carpentier) entdeckte bereits früh die künstlerischen Begabungen ihres Sohnes und förderte sie. Er studierte zunächst in Valenciennes bei dem Maler Joseph Layraud, dann in Paris an der École des Beaux-Arts bei Albert Maignan, Léon Bonnat und Henri Harpignies. Nach dem Tod seines Vaters im Jahr 1902 kehrte er zeitweise nach Anzien zurück und unterstützte seine Mutter bei der Verwaltung der Brennerei, fand dort aber auch Motive für zahlreiche, zum Teil preisgekrönte, Gemälde. Er stellte im Salon aus und gewann 1905 den zweiten Preis mit dem Gemälde Consolations (Museum von Valenciennes) und damit den Prix de Rome. Im Jahr 1907 erhielt er vom französischen Staat ein Reisestipendium, das ihm den Besuch aller wichtigen europäischen Museen ermöglichte. Ein Jahr später heiratete er Suzanne Louise Bedorez; aus der Ehe gingen drei Kinder hervor. Im Jahr 1912 malte er mit Le nid (Das Nest) Suzanne mit ihren beiden Kindern, das in der Galerie Bernheim vorgestellt wurde und zahlreiche weitere Porträtaufträge nach sich zog. Im Jahr 1914 kaufte Jonas in der 1 rue Cothenet im 16. Arrondissement ein großzügiges Haus (auch Villa de la Faisanderie genannt) um den wachsenden Raumbedarf von Atelier und der inzwischen größer gewordenen Familie zu befriedigen. Im Dezember 1914 wurde Jonas mobilisiert. 1916 wurde er zum offiziellen Kriegsmaler ernannt. Um 1917 entstanden zahlreiche Porträtgemälde alliierter Heerführer, unter anderen des Oberbefehlshabers der Westfront Douglas Haig, der Generäle Marie-Eugène Debeney und Victor d’Urbal und des Admirals Lucien Lacaze (alle Musée de l’Armée, Paris). Seine Zeichnung General Pershing befindet sich im New Yorker Metropolitan Museum of Art.

La lutte pour la liberte,
14 Juillet 1918

Breite Bekanntheit erlangte er durch seine Darstellungen des Ersten Weltkriegs. Sein Œuvre umfasste mehr als viertausend Zeichnungen von dem Leben an der Front, durch den Feind zerstörte Landschaften und von französischen Soldaten wie Offizieren des Kriegs. Sie erschienen in zahlreichen Zeitungen, wie der Pariser Wochenzeitschrift L’Illustration. Zugleich entwarf er zahlreiche antideutsche Propagandaplakate, in denen er an die nationale Gesinnung appellierte. In seinen Gemälden verband er christliche Ikonografie mit nationalistischer Symbolik. Beispielhaft wird sein Gemälde La Sauveur (1920) angeführt, das Teil eines Kriegerdenkmals in der Basilika Saint-Cordon in Valenciennes ist und einen französischen Frontsoldaten als gekreuzigten Jesus darstellt. Ein weiteres umfangreiches Themengebiet fand er in der Darstellung seiner durch den Bergbau geprägten Heimat um Valenciennes: die Bergarbeiter und die durch den Steinkohle-Abbau geprägte Landschaft. Sein Entwurf für die 10-Franc-Banknote, die 1941 im besetzten Frankreich erschien, stellt einen Hauer dar.

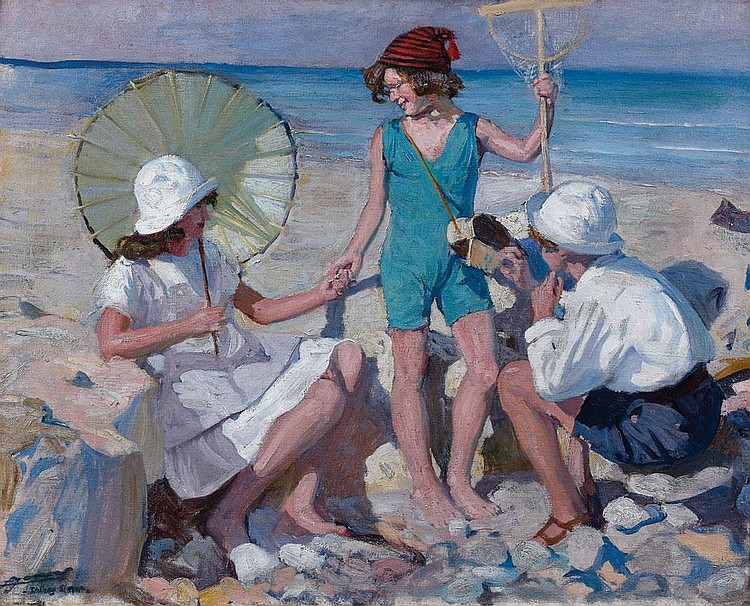
Le bain de soleil à Isigny sur mer

Nach dem Ersten Weltkrieg wurde das Haus der Familie in der Rue Cothenet zu einem Treffpunkt für Pariser Maler, Schauspieler und Bildhauer, die hier auch auf bedeutende Heerführer wie Maxime Weygand oder Marie Émile Fayolle trafen. 1922 gestaltete Jonas eine groß angelegte, limitierten Suite zu Molières 300. Geburtstag, die in 86 Lithografien Schauspieler darstellte, die an der Comédie Française in Molières Stücken gespielt hatten, darunter Madeleine Renaud und Marie Bell. Weitere Aufträge für große Gemälde folgten. Das Jahr 1926 verbrachte die Familie in dem milden Klima Mentons, wo Jonas neben der Villa Henri Harpignies’ bereits in den frühen 1920er Jahren ein Haus gekauft hatte. 1928 starb Suzanne. 1929 wurde Jonas für seine Verdienste zum Chevalier de la Légion d’honneur (Ritter der Ehrenlegion) ernannt. Für den Salon malte er vorzugsweise Porträtbilder, unter anderen von André François-Poncet (1930) und Maurice Donnay (1931). Er stattete zahlreiche öffentliche Gebäude und Kirchen in Nordfrankreich mit Wandmalereien aus.
1930 heiratete er Jeanne Tard, mit der er zahlreiche Studienreisen unternahm. Ab 1932 reiste er nach Italien und hielt sich auch in Savoyen und Nizza auf. Es folgten 1933 Aufenthalte in Algier. Für die Weltausstellung Brüssel 1935 gestaltete er den Pavillon der Belgischen Bergbaubetriebe. Bei der Weltfachausstellung Paris 1937 war er an der malerischen Ausgestaltung von drei Pavillons beteiligt. Ab 1940 arbeitete er für die Banque de France an der Gestaltung von neuen Banknoten. Da ihm in der Zeit des Vichy-Regimes der Weg nach Menton abgeschnitten war, pendelte er zwischen Paris und dem nordfranzösischen La Flèche. 1942 entstand für die Manufacture des Gobelins  ein großer Wandteppich mit dem Titel Le travail pour la France (Arbeiten für Frankreich), der 1943 im Musée de l’Orangerie ausgestellt wurde. Er entwarf Banknoten für Frankreich, Indochina, Syrien, Libanon und Dschibuti.
Jonas starb in Paris und wurde wunschgemäß in La Flèche in einer Soldatengedenkstätte des Ersten Weltkriegs beigesetzt.